# Mistrzostwa Świata w Maratonie MTB 2010
8. Mistrzostwa Świata w Maratonie MTB – zawody sportowe, które odbyły się 8 sierpnia 2010 roku w niemieckim St. Wendel.

## Szczegóły
| Medal | Zawodnik             | Narodowość | Czas        |
| ----- | -------------------- | ---------- | ----------- |
|       | Alban Lakata         | Austria    | 3:49:55.3 h |
|       | Mirko Celestino      | Włochy     | + 0:05.0 m  |
|       | Burry Stander        | RPA        | + 0:05.5 m  |
| 4     | Ralph Näf            | Szwajcaria | + 0:05.8 m  |
| 5     | Christoph Sauser     | Szwajcaria | + 0:06.9 m  |
| 6     | José Antonio Hermida | Hiszpania  | + 0:08.8 m  |
| 7     | Karl Platt           | Niemcy     | + 0:24.9 m  |
| 8     | Sergio Mantecón      | Hiszpania  | + 0:27.8 m  |
| 9     | Thomas Dietsch       | Francja    | + 0:32.0 m  |
| 10    | Urs Huber            | Szwajcaria | + 0:59.1 m  |

| Medal | Zawodnik               | Narodowość      | Czas        |
| ----- | ---------------------- | --------------- | ----------- |
|       | Esther Süss            | Szwajcaria      | 4:33:46.8 h |
|       | Sabine Spitz           | Niemcy          | + 1:56.7 m  |
|       | Annika Langvad         | Dania           | + 2:53.9 m  |
| 4     | Elisabeth Brandau      | Niemcy          | + 7:50.5 m  |
| 5     | Birgit Söllner         | Niemcy          | + 7:54.3 m  |
| 6     | Gunn-Rita Dahle Flesjå | Norwegia        | + 8:12.2 m  |
| 7     | Kristine Nørgaard      | Dania           | + 8:58.9 m  |
| 8     | Sally Bigham           | Wielka Brytania | + 9:55.9 m  |
| 9     | Erika Dicht            | Szwajcaria      | + 11:33.9 m |
| 10    | Anna Villar            | Hiszpania       | + 11:34.0 m |

## Tabela medalowa
| Miejsce | Państwo    |   |   |   |   |
| ------- | ---------- | - | - | - | - |
| 1.      | Austria    | 1 | 0 | 0 | 1 |
|         | Szwajcaria | 1 | 0 | 0 | 1 |
| 3.      | Niemcy     | 0 | 1 | 0 | 1 |
|         | Włochy     | 0 | 1 | 0 | 1 |
| 5.      | Dania      | 0 | 0 | 1 | 1 |
|         | RPA        | 0 | 0 | 1 | 1 |